# Rudolf Diesel

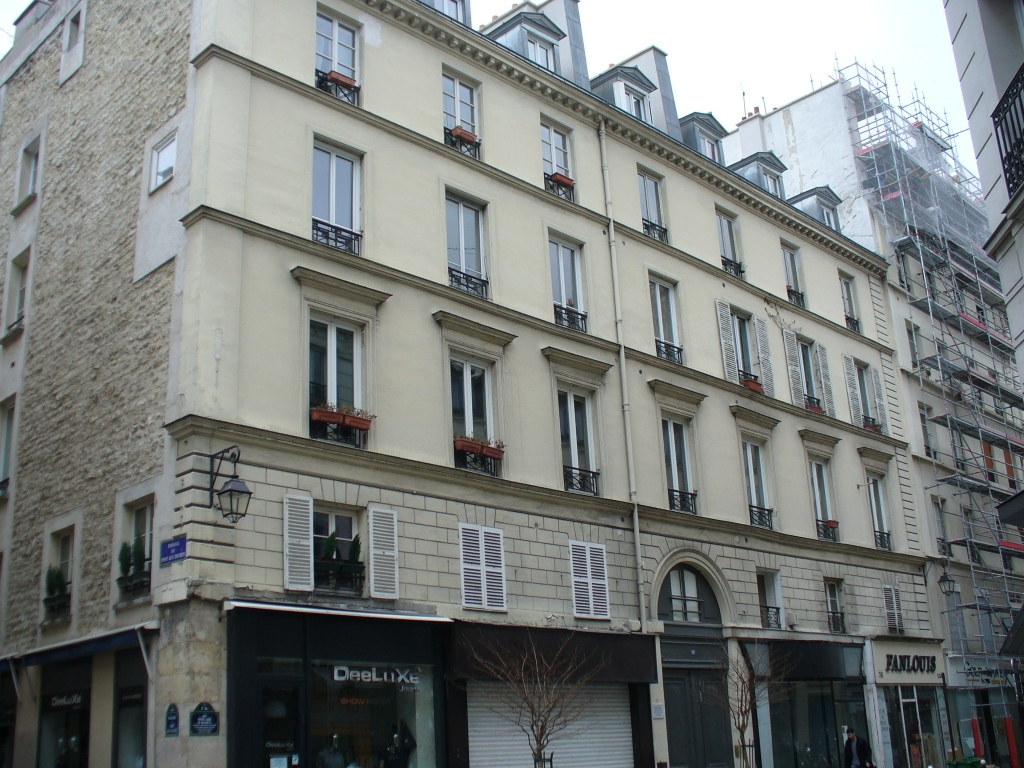
Casa natal en París

Rudolf Christian Karl Diesel (París, 18 de marzo de 1858-Canal de la Mancha, 29 o 30 de septiembre de 1913) fue un ingeniero alemán y francés, inventor del diésel y del motor de combustión de alto rendimiento que lleva su nombre, el motor diésel.
La creación de Diesel consiguió que el encendido de motor se produjera internamente, ya que el aire se comprimía en el interior del cilindro, calentándolo de tal manera que el combustible se encendiera por sí mismo al contacto con el aire,  lo cual supuso un enorme cambio para el uso de los motores de la época, y lo  cual trajo una gran ventaja para el futuro. 

## Biografía
Diesel nació en París en 1858, segundo de los tres hijos de Elise Strobel y Theodor Diesel. Sus padres eran inmigrantes bávaros asentados en París. En 1870 la familia tuvo que abandonar Francia al estallar la guerra franco-prusiana, y Rudolf fue enviado a Augsburgo. Luego regresó a París como representante de la empresa de máquinas frigoríficas de su maestro.
Entre 1893 y 1897 construyó en los talleres de la compañía MAN AG, perteneciente al grupo empresarial alemán Krupp, el primer motor del mundo que quemaba aceite vegetal (aceite de palma) en condiciones de trabajo. Este fue presentado en la feria internacional de París y posteriormente fue llamado con el apellido de su inventor.
Diesel fue atacado y criticado durante un período de varios años. Los críticos han afirmado que Diesel nunca inventó un motor nuevo y que la invención del motor diésel es un fraude. Los críticos afirmaban que el motor diésel se basaba en las ideas inventadas por Herbert Akroyd Stuart.
El Instituto de Ingenieros Mecánicos le concedió la Orden del Mérito por sus investigaciones y desarrollos sobre los motores con aceite de maní (cacahuete), que posteriormente usaron petróleo por ser un combustible más económico.
Se consideraba a sí mismo como un filósofo social, aunque de su libro Solidarismus, donde describe su visión de la empresa, solamente se vendieron 200 ejemplares.
Se cree que murió ahogado la noche del 29 al 30 de septiembre de 1913, pues desapareció del buque que cubría el trayecto de Amberes a Inglaterra en el que viajaba. Un par de días después, un bote de la guardia costera encontró su cuerpo. Como era lo común en aquel entonces, solamente se tomaron sus pertenencias (identificadas posteriormente por su hijo) y el cuerpo fue arrojado de nuevo al mar. La inexistencia de una nota o carta de suicidio ha inducido a pensar que podría haberse tratado de un accidente: Diesel, víctima de frecuentes dolores de cabeza, tal vez habría salido a pasear a cubierta, y caído al agua en un descuido. Sin embargo, también es cierto que no se puede descartar totalmente el suicidio, dado que su situación económica entonces era desesperada, pues se encontraba casi en quiebra. Existe la hipótesis de que agentes alemanes lo asesinaran para evitar la difusión de sus inventos, todavía no se ha comprobado que esto sea real, pero continúa siendo un misterio su muerte.

## Desarrollo del motor diésel

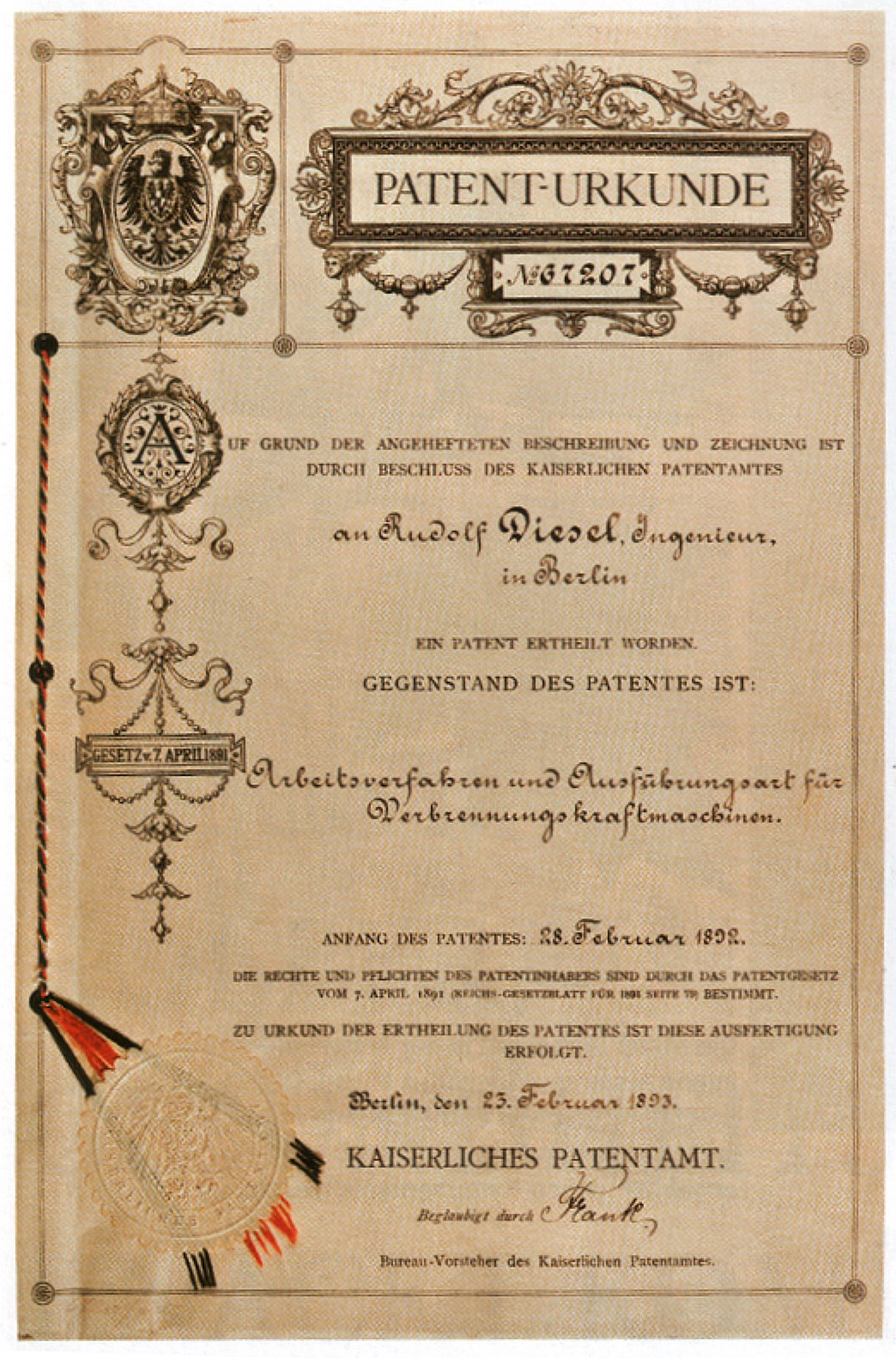
Documento del 23 de febrero de 1893 para la patente de Diesel DRP 67 207.

El 27 de febrero de 1892, Diesel solicitó a la Oficina Imperial de Patentes de Berlín una patente sobre un Nuevo motor térmico racional, que obtuvo el 23 de febrero de 1893 con el núm. DRP 67 207 con el tema "Método de trabajo y diseño para motores de combustión interna".
Sin embargo, esta primera patente no describe el principio Diesel actual, sino la idea inicial de Diesel. Ésta consistía en un "motor térmico ideal" según la teoría del ciclo ideal de Sadi Carnot. En el contexto del estado de la técnica entonces imperante, se dudaba de su viabilidad desde el punto de vista práctico. En particular, las altas presiones calculadas por primera vez por Diesel se consideraban incontrolables. Agotar lo que apenas se consideraba posible y ser capaz de convencer a influyentes promotores se consideró más tarde un "triunfo de la teoría".
A Diesel se le concedió una segunda patente para una modificación de este proceso original de Carnot con el proceso de igual presión (29 de noviembre de 1893, DRP 82 168). La regla básica ya había sido patentada por Herbert Akroyd Stuart de Inglaterra en 1890; su motor en funcionamiento fue montado por Richard Hornsby & Sons en Grantham Lincolnshire en julio de 1892.

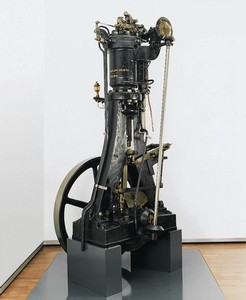
Segundo prototipo de motor diésel, que alcanzó su primer ralentí el 17 de febrero de 1894.

Diesel utilizó petróleo para sus primeros experimentos, pero no funcionó. Por ello, en un primer momento se pasó a la gasolina para conseguir encendidos. El combustible se atomizaba mediante un carburador modificado y se insuflaba en la cámara de combustión junto con aire a alta presión. Para generar la presión se utilizaba un compresor complicado y vulnerable, la llamada máquina de inyección. Uno de los problemas era que la mezcla presurizada no debía calentarse demasiado, ya que, de lo contrario, la gasolina ya estaría parcialmente quemada en el tubo, lo que efectivamente ocurrió. Así que se comprimía y enfriaba en varias etapas. Pero entonces, el aire calentado en la cámara de combustión por la compresión aún tenía que ser capaz de encender la mezcla inyectada (extremadamente rica).
A través de su libro Theorie und Konstruktion eines rationellen Wärmemotors zum Ersatz der Dampfmaschinen und der heute bekannten Verbrennungsmotoren (1893), publicado por Julius Springer, se puso en contacto con Heinrich von Buz, director general de Maschinenfabrik Augsburg, que más tarde (1908) se convertiría en MAN AG. Con la participación financiera de la empresa Friedrich Krupp, Rudolf Diesel desarrolló allí el motor Diesel a partir de 1893. El 10 de agosto de 1893 se produjo la primera ignición en el motor, A continuación, funcionó por primera vez con su propia fuerza el 17 de febrero de 1894.
En 1897 estuvo listo el primer modelo funcional de este motor. Funcionaba con un rendimiento del 26,2 por ciento. Sin los ingenieros y el apoyo financiero de MAN, Diesel no habría conseguido que el motor estuviera listo para su producción en serie. El período de desarrollo previsto de seis meses se había convertido en cuatro largos años con numerosos contratiempos. El mayor problema para Diesel era que la tecnología desarrollada en MAN ya no se correspondía con su patente.

## Inicio de la producción de motores
El 1 de enero de 1898 se funda la Dieselmotorenfabrik Augsburg. El 17 de septiembre de 1898 se funda la Allgemeine Gesellschaft für Dieselmotoren. Ese mismo año, la Diesel Motor Company of America construyó los primeros motores diésel en Estados Unidos y el primer motor diésel de Sulzer en Suiza. Debido a un agotamiento crónico, Diesel permaneció ingresado en el sanatorio de Neuwittelsbach, cerca de Múnich, en otoño de 1898.
En otoño de 1900, se fundó la Diesel Engine Company en Londres. En la Exposición Mundial de París 1900, el motor Diesel fue galardonado con el Gran Premio. En la primavera de 1901, Diesel y su familia se mudaron a una villa de nueva construcción en la Maria-Theresa-Strasse 32 de Múnich, según otras fuentes a la propiedad vecina en Höchlstraße 2.
Rudolf Diesel también trabajó temporalmente en la Leobersdorfer Maschinenfabrik en 1896/97 para introducir el motor diésel en Austria-Hungría. En febrero de 1899, la Grazer Maschinen- und Waggonbau-Aktiengesellschaft adquirió una licencia de Diesel y se convirtió en la primera fábrica de Austria en empezar a producir motores diésel. A partir de 1902, también se construyeron en Leobersdorf motores basados en las patentes de Diesel, y desde 1901 Viktor Kaplan trabajó allí en una forma mejorada del motor Diesel.
En 1903 se construyeron los primeros barcos a motor con motores diésel, y en 1908 se construyó el primer motor diésel pequeño.
Años de litigios por patentes destrozaron la salud de Diesel. Económicamente, las cosas también fueron cuesta abajo: el ingenioso ingeniero no tenía talento como hombre de negocios. En 1911 se disolvió la Dieselmotorenfabrik Augsburg. Ese mismo año, la Diesel Motor Company of America se convirtió en la Busch-Sulzer Bros. Diesel Engine Company a través de una empresa conjunta.
En 1910, el buque de investigación Fram se convierte en el primer buque oceánico equipado con un motor diésel. En 1912, el Selandia fue botado en Copenhague como el primer carguero oceánico con motor diésel. Ese mismo año se fabricó la primera locomotora diésel.
Hasta el final, Diesel buscó incansablemente nuevos campos de aplicación para su invención, p. en la navegación interior en los grandes ríos de las colonias africanas. Así lo señaló en un artículo publicado en 1912 en la resista mensual Technik und Wirtschaft de la Verein Deutscher Ingenieure (VDI), de cuya junta directiva fue miembro desde 1911 hasta su muerte, y casi palabra por palabra y contemporáneamente en Prometheus destacó las ventajas del motor diésel frente a otras formas de propulsión: la fácil disponibilidad de aceite mineral en todos los océanos del mundo, es decir, también en los puertos de las desembocaduras de los ríos de África, frente a la madera y el carbón para las máquinas de vapor, los carbones especialmente aptos para la gasificación para los motores de gas y la gasolina para los motores de explosión. Esto también se refleja en la relación precio-rendimiento, expresada en francos o céntimos por CV y hora de funcionamiento:
"En aras de la claridad, reuniré los costos de combustible mencionados en mis explicaciones para los hp por hora para los distintos tipos de motores discutidos:
Máquina de vapor a carbón. . 60 ctms aprox.,
Motor de gas a carbón. . 40 ctms aprox.,
Máquina de vapor con leña. . 15 ctms aprox.,
Motor diésel con aceite crudo. . alrededor de 1 a 2 centímetros.”
Además, los barcos diésel tienen una autonomía mucho mayor con el mismo peso de combustible utilizado:
"De estos combustibles, el motor diésel consume solo alrededor de 200 g/HPe-st, por lo que [sic] el precio del combustible para esta producción es inferior a 1 Pfg. El consumo de combustible en el motor diesel es tan pequeño que [sic] se obtiene la misma potencia de motor con la 15ª parte del peso que cuando se quema madera en las máquinas de vapor; así, si un barco de vapor Congo actual puede viajar 10 horas con 15 toneladas de madera, puede viajar 150 horas o 15 veces más lejos que un barco diesel con también 15 toneladas de combustible".
Por último, se refiere en el artículo al uso de aceites vegetales no tratados, por ejemplo aceite de cacahuete o de palma de cultivo local, que en principio es posible en motores diésel.

## El desarrollo posterior del motor diésel
En la Primera Guerra Mundial, los U-Boot ya estaban equipados con motores diésel marinos. El riesgo de incendio y explosión era bajo en comparación con los motores de gasolina. En 1923 se construyó el primer camión diésel. Los dos primeros turismos de serie con motor diésel, el Mercedes-Benz 260 D y el Hanomag Rekord, se presentaron en febrero de 1936 en Berlín en el Salón Internacional del Automóvil y la Motocicleta.
Durante la Segunda Guerra Mundial, surgió la superioridad del diésel sobre los motores de gasolina como unidad de accionamiento para tanques, ya que el alcance es mayor y el combustible diésel se enciende más severamente que la gasolina cuando se dispara. Solo la Unión Soviética usó motores diésel en los tanques de batalla principales del Ejército Rojo desde el principio. Después de la Segunda Guerra Mundial, los motores diésel de cuatro tiempos se utilizaron ampliamente en los tanques.
Hoy en día, los motores diésel también funcionan con combustible de aceite vegetal (por ejemplo, aceite de colza) y biodiésel. Rudolf Diesel ya había llevado a cabo experimentos prometedores con aceites vegetales, y su motor diésel en la Exposición mundial París de 1900 funcionaba con aceite de cacahuate. Sin embargo, los aceites como el aceite de cacahuate que eran utilizables entonces, así como los combustibles no fósiles de hoy, eran relativamente caros y por lo tanto no económicos.

## Legado

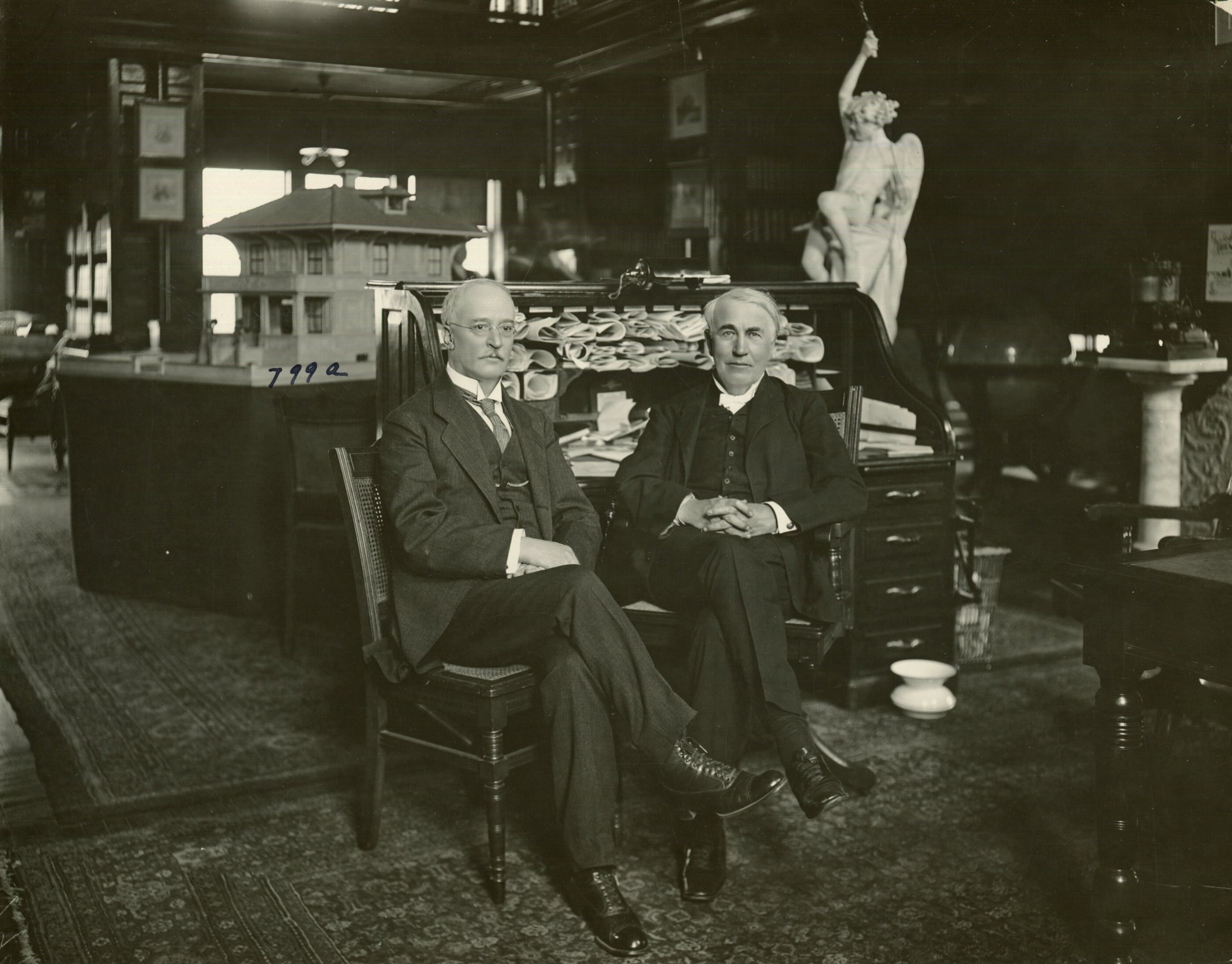
Thomas Edison en la biblioteca de su laboratorio West Orange con el Dr. Rudolf Diesel.

Después de la muerte de Diesel, el motor diésel experimentó mucho desarrollo y se convirtió en un reemplazo muy importante para el motor de pistón de vapor en muchas aplicaciones. Debido a que el motor diésel requería una construcción más pesada, más robusta que un motor de gasolina, no era ampliamente utilizado en la aviación. El motor diésel se generalizó en muchas otras aplicaciones, sin embargo, tales como motores estacionarios, máquinas agrícolas, submarinos, barcos, y mucho más tarde, locomotoras, camiones y en automóviles modernos.
Los motores diésel se encuentran con mayor frecuencia en aplicaciones en las que existe un alto requerimiento de par y un bajo requerimiento de RPM. Debido a su construcción generalmente más robusta y alto par, los motores diésel también se han convertido en los caballos de carga de la industria del camión. Recientemente, los motores diésel que han superado su peso han sido diseñados, certificados y volados en aviones ligeros. Estos motores están diseñados para funcionar con combustible diésel o más comúnmente con combustible para reactores.
El motor diésel tiene el beneficio de funcionar con más eficiencia de combustible que los motores de gasolina debido a relaciones de compresión mucho más altas y una mayor duración de la combustión, lo que significa que la temperatura aumenta más lentamente, permitiendo que más calor se convierta en trabajo mecánico. Diesel estaba interesado en utilizar el polvo de carbón o el aceite vegetal como combustible, y de hecho, su motor funcionaba con aceite de vegetal.
Aunque estos combustibles no fueron inmediatamente populares, durante 2008 los aumentos en los precios del combustible, junto con las preocupaciones sobre las reservas de petróleo, han llevado a un uso más extendido de aceite vegetal y biodiésel. La fuente primaria de combustible sigue siendo lo que se conoce como gasoil o gasóleo, un subproducto del petróleo derivado del su refinado, más seguro almacenar que la gasolina (su punto de inflamación es aproximadamente 175 grados más alto) y no explota.